# Tổng Thư ký Quốc hội (Việt Nam)
Tổng Thư ký Quốc hội là người đứng đầu Văn phòng Quốc hội Việt Nam. Theo Luật Tổ chức Quốc hội (sửa đổi năm 2014), Tổng Thư ký có trách nhiệm tham mưu, phục vụ hoạt động của Quốc hội, Ủy ban Thường vụ Quốc hội, đại biểu Quốc hội. Trong thực tế, Tổng Thư ký cũng đồng thời là người phát ngôn của Quốc hội Việt Nam, Ủy ban Thường vụ Quốc hội; tổ chức các nghiệp vụ thư ký tại kỳ họp Quốc hội, phiên họp Ủy ban Thường vụ Quốc hội; tập hợp, tổng hợp các ý kiến của đại biểu Quốc hội; ký biên bản kỳ họp, biên bản phiên họp.

## Nhiệm vụ và quyền hạn
1. Tham mưu cho Chủ tịch Quốc hội, Ủy ban thường vụ Quốc hội về dự kiến chương trình làm việc của Quốc hội, Ủy ban thường vụ Quốc hội; về quy trình, thủ tục thực hiện hoạt động của Quốc hội, Ủy ban thường vụ Quốc hội;
2. Phối hợp với Hội đồng dân tộc, các Ủy ban của Quốc hội và các cơ quan, tổ chức hữu quan xây dựng dự thảo nghị quyết về các nội dung do Quốc hội, Ủy ban thường vụ Quốc hội giao;
3. Là người phát ngôn của Quốc hội, Ủy ban thường vụ Quốc hội; tổ chức công tác cung cấp thông tin, báo chí, xuất bản, thư viện, bảo tàng, ứng dụng công nghệ thông tin phục vụ hoạt động của Quốc hội, các cơ quan của Quốc hội và đại biểu Quốc hội;
4. Tổ chức các nghiệp vụ thư ký tại kỳ họp Quốc hội, phiên họp Ủy ban thường vụ Quốc hội; tập hợp, tổng hợp các ý kiến của đại biểu Quốc hội; ký biên bản kỳ họp, biên bản phiên họp;
5. Thực hiện nhiệm vụ, quyền hạn khác do Chủ tịch Quốc hội, Ủy ban thường vụ Quốc hội giao.

## Tổng Thư ký Quốc hội qua các thời kỳ
| STT | Họ và tên        | Bắt đầu    | Kết thúc   | Thời gian tại nhiệm |
| --- | ---------------- | ---------- | ---------- | ------------------- |
| 1   | Nguyễn Hạnh Phúc | 25/11/2015 | 7/4/2021   | 5 năm, 133 ngày     |
| 2   | Bùi Văn Cường    | 7/4/2021   | 25/10/2024 | 3 năm, 351 ngày     |
| 3   | Lê Quang Tùng    | 28/11/2024 | nay        | -                   |